# Some Day, Eventually, in the Future...
Some Day, Eventually, in the Future... är David Fridlunds andra studioalbum soloartist, utgivet 2010 av Fashionpolice Records.

## Låtlista
1. "Diamonds & Photographs"
2. "Don't Go Down"
3. "Piscine"
4. "Me Against You"
5. "Chasing the Dream"
6. "Simple Mathematics"
7. "October 6th"
8. "When You Leave"
9. "With Every New Day"
10. "Not As Brave"
11. "The Memory of Running"
12. "I Used to be a Painter"

## Mottagande
Skivan snittar på 3,0/5 på Kritiker.se, baserat på femton recensioner.

### Fotnoter
1. ↑  ”Some Day, Eventually, in the Future...”. Discogs.com. http://www.discogs.com/David-Fridlund-Some-Day-Eventually-In-The-Future/release/2858149. Läst 6 januari 2012.
2. ↑  ”Some Day, Eventually, in the Future...”. Kritiker.se. https://kritiker.se/skivor/david-fridlund/some-day-eventually-in-the-future/. Läst 6 januari 2012.